# Cá heo không vây
Cá heo không vây (danh pháp hai phần: Neophocaena phocaenoides) là một trong bảy loài thuộc họ Cá heo chuột. Trong các vùng biển quanh Nhật Bản, ở cuối phía bắc của phạm vi của nó, nó được biết đến với tên gọi sunameri (砂 滑). Một số cá thể nước ngọt được tìm thấy ở sông Dương Tử ở Trung Quốc, chúng có tên địa phương là jiangzhu (江猪) hay "lợn sông". Có một mức độ không chắc chắn xung quanh phân loại các loài, với phân loài N. p. phocaenoides có lẽ đại diện một loài khác từ N. p. sunameri và N. p. asiaeorientalis.

## Phân bố
Cá heo không vây sống trong các vùng nước ven biển của châu Á, đặc biệt là xung quanh Triều Tiên, Ấn Độ, Trung Quốc, Indonesia, Bangladesh và Nhật Bản. Quần thể sống ở nước ngọt duy nhất (N. p. Asiaeorientalis) được tìm thấy trong sông Dương Tử. Tại phía tây, phạm vi phân bố của chúng bao gồm chiều dài của bờ biển phía Tây của Ấn Độ và tiếp tục vào vịnh Ba Tư. Trong suốt phạm vi phân bố, các cá heo ở vùng nước nông (lên đến 50 m), gần bờ, vùng biển với đáy biển hoặc cát mềm. Trong trường hợp đặc biệt, người ta đã thấy chúng ở cách bờ 160 km ngoài Biển Hoa Đông và Hoàng Hải, mặc dù vẫn còn trong vùng nước nông.
Có hai phân loài được công nhận:
- Neophocaena p. phocaenoides – Vịnh Ba Tư tới Đài Loan
- N. p. sunameri – Đài Loan cho tới biển Hoa Đông và phía nam Nhật Bản

N. p. phocaenoides có chóp trên lưng rộng phạm vi phân bố từ Pakistan tới eo biển Đài Loan. N. p. sunameri có một chóp hẹp hơn, và được tìm thấy từ Đài Loan, phía bắc biển của Nhật Bản. Dân số trong vùng nước ven biển xung quanh Nhật Bản đang bị cô lập về mặt địa lý của vùng nước sâu giữa Nhật Bản và lục địa châu Á.

## Bảo tồn
Cá heo không vây được liệt kê trong Phụ lục II của Công ước về các loài di trú (CMS).
Năm 2007 các e ngại cho rằng cá heo không vây, loài bản địa của hồ Bà Dương, có thể nối đuôi theo cá heo sông Dương Tử (Lipotes vexillifer) đi vào con đường tuyệt chủng. Người ta kêu gọi phải có hành động để bảo vệ loài cá heo này, trong đó chỉ còn khoảng 1.400 con còn sống, với 700-900 con trong sông Dương Tử và khoảng 500 con trong hồ Bà Dương và hồ Động Đình. Quần thể cá heo này năm 2007 chỉ chưa bằng một nửa quần thể năm 1997 và tốc độ suy giảm đạt 7,3% mỗi năm.
Năm 2012, người ta phát hiện loài cá heo này chết hàng loạt ở hồ Động Đình.